# Ilgaz
Ilgaz là một huyện thuộc tỉnh Çankırı, Thổ Nhĩ Kỳ. Huyện có diện tích 784 km² và dân số thời điểm năm 2007 là 13517 người, mật độ 17 người/km².